# Agapostemon mexicanus
Agapostemon mexicanus är en biart som beskrevs av Roberts 1972. Agapostemon mexicanus ingår i släktet Agapostemon och familjen vägbin. Inga underarter finns listade i Catalogue of Life.